# Frimatic-De Gribaldy
L'equip Frimatic-De Gribaldy, conegut posteriorment com a Hoover-De Gribaldy, va ser un equip ciclista francès que competí professionalment entre el 1968 i 1971. Estava dirigit per l'exciclista Jean de Gribaldy.

## Principals resultats
- Quatre dies de Dunkerque: Jean Jourden (1968)
- Ruban Granitier Breton: Guy Ignolin (1968)
- Trofeu dels Escaladors: Jean Jourden (1968)
- GP Ouest France-Plouay: Jean Jourden (1968, 1969)
- Trofeu Baracchi:Herman Van Springel i Joaquim Agostinho (1969)
- Gran Premi de Mònaco: Jacques Cadiou (1969)
- Gran Premi de Denain: Joseph Mathy (1969)
- Tour de l'Alt Var: René Grelin (1970)
- Volta a Portugal: Joaquim Agostinho (1970, 1971)

### A les grans voltes
- Volta a Espanya
  - 0 participacions:

- Tour de França
  - 3 participacions (1969, 1970, 1971)
  - 4 victòries d'etapa:
    - 3 el 1969: Joaquim Agostinho (2), Pierre Matignon
    - 1 el 1970: Mogens Frey

  - 0 victòries final:
  - 0 classificacions secundàries:

- Giro d'Itàlia
  - 0 participacions